# شقاء سنية
الشَّقَّاءُ السِّنيَّة (باللاتينية: Bifidobacterium dentium) نوع بكتيري لاهوائي من جنس الشقاوات من فصيلة الشقاوات.
الشقاء السنية مصدر للعدوى اللاهوائية، وتوجد أيضًا في المياه الملوثة مصدر التلوث البرازي. أثبت العلماء أن هذه البكتيريا تسبب تسوس أسنان البشر. تتنامى الشقاء السنية في تجاويف الفم، وتسبب ضررًا للأسنان، وتحلل السكريات بسبب قدرتها العالية على تحمل البيئات الحمضية التي يصل إليها فم الإنسان (درجة الحموضة 4.5).
عرَّف الباحثون في كلية بايلور للطب ومستشفى الأطفال في تكساس البكتيريا بأنها تنتج ناقلًا عصبيًا قد يلعب دورًا في الوقاية من أو علاج أمراض الأمعاء الالتهابية مثل داء كرون.
تُعد البكتيريا السنية جزء من نبيت الأمعاء. تسكن طبقة المخاط المعوية، إذ وُجد أنها تُنتج الأسيتات. بل وتُنتِج الناقل العصبي غابا ونواتج أخرى تُنظم الخلايا الكأسية المعوية. وقد تُشارك في نمو الموسين.

## روابط خارجية
- سلالة الشقاء السنية في قاعدة بيانات التنوع البكتيري